# Райнер Гелінг фон Ланценауер
Райнер Гелінг фон Ланценауер (нім. Reiner Haehling von Lanzenauer; 28 червня 1928, Карлсруе — 1 червня 2025) — німецький юрист, історик і письменник.

## Біографія
Представник знатного роду. Син генерал-майора Пауля Гелінга фон Ланценауера. Вивчав право у Фрайбурзькому університету, здобув докторську ступінь і працював юристом-стажером, а після складання другого державного іспиту — суддею і прокурором в Бюлі, Лерраху, Карлсруе і Баден-Бадені. Брав участь у кількох гучних процесах, найбільші з яких відбулись над залізничним шантажистом-підривником Германом Крафтом (також відомим як «Мсьє X»), для якого Гелінг добився довічного позбавлення волі, і політиком та грабіжником Германом-Отто Шоллем. В 1960-93 роках також займався добровільною допомогою підозрюваним і був членом правління Товариства Райнгольда Шнайдера. В 1993 році вийшов на пенсію, на той момент очолював прокуратуру Баден-Бадена. На пенсії активно займається письменницькою діяльністю і читанням лекцій на тему регіональної історії та історії права.

## Нагороди
- Орден «За заслуги перед Федеративною Республікою Німеччина», офіцерський хрест (1993)
- Медаль Альбрехта Мендельссона (1999)
- Премія міста Баден-Баден (1999)
- Плакета Райнгольда Шнайдера (2003)
- Медаль землі Баден-Вюртемберг (2013)